# Archaecorixa
Archaecorixa is een geslacht van wantsen uit de familie van de Corixidae (Duikerwantsen). Het geslacht werd voor het eerst wetenschappelijk beschreven door Popov in 1968.

## Soorten
Het genus is monotypisch en bevat alleen de volgende soort:

- Archaecorixa lata Popov, 1968